# Ibrahima Diaw (tennis de table)
Pour les articles homonymes, voir Diaw et Ibrahima Diaw.
Ibrahima Diaw, né le 9 juillet 1992 en France, est un pongiste franco-sénégalais.

## Biographie
Ibrahima Diaw est né à Créteil en France, d'une mère malienne et d'un père sénégalais.
Il pratique le tennis de table depuis l'âge de sept ans.
En club, Ibrahima Diaw a notamment évolué à Créteil, au Bayard Argentan tennis de table et au Roanne LNTT.
Il remporte la médaille d'or sous les couleurs de la France aux Championnats d'Europe juniors de tennis de table 2008 à Terni. La concurrence pour accéder en équipe de France senior étant rude, il souhaite dans un premier temps représenter le Mali, mais ce dernier ne possédait pas de fédération nationale ; il opte alors pour le pays de son père, le Sénégal, en avril 2019.
Il obtient une place pour les Jeux olympiques d'été de 2020 à Tokyo au tournoi de qualification africain de Tunis en 2020. Lors de ces Jeux olympiques reportés en 2021 en raison de la pandémie de Covid-19, il est éliminé au premier tour du tournoi de simple messieurs par le Singapourien Clarence Chew (en).
Ibrahima Diaw remporte la médaille de bronze en simple messieurs aux Championnats d'Afrique de tennis de table 2021 à Yaoundé.
Il dispute le tournoi de simple messieurs aux championnats du monde de tennis de table 2023 à Durban ; après avoir éliminé le Sud-Africain Dean Levy au premier tour, il est éliminé ensuite par le Français Alexis Lebrun.
Il est médaillé de bronze en simple messieurs aux Jeux africains de 2023 à Accra.
Ibrahima Diaw assure en juin 2024 grâce à son classement mondial sa qualification pour les Jeux olympiques d'été de 2024 à Paris,,,. Le natif de Créteil a battu le Népalais Santoo Shrestha (4-0) au premier tour, mais s'est incliné face au Hongkongais Wong Chun Ting (4-3) lors des 32e de finale, lundi 29 juillet 2024, avec de bonnes sensations pour la suite de sa carrière.